# Ischnolepis
Ischnolepis är ett släkte av oleanderväxter. Ischnolepis ingår i familjen oleanderväxter.
Kladogram enligt Catalogue of Life:
| Ischnolepis | \| \| Ischnolepis graminifolia \| \| \| \| \| \| Ischnolepis natalensis \| \| \| \| |
|             | \| \| Ischnolepis graminifolia \| \| \| \| \| \| Ischnolepis natalensis \| \| \| \| |
|             | Ischnolepis graminifolia                                                            |
|             |                                                                                     |
|             | Ischnolepis natalensis                                                              |
|             |                                                                                     |